# Sorribos de Alba
Sorribos de Alba es una localidad española perteneciente al municipio de La Robla, en la provincia de León, comunidad autónoma de Castilla y León. 
Situado al margen derecho del Arroyo Olleros o Arroyo Remedio, afluente del río Bernesga.
Los terrenos de Sorribos de Alba limitan con los de La Pola de Gordón y Nocedo de Gordón al norte, Peredilla y Puente de Alba al noreste, Llanos de Alba y La Robla al este, Cascantes de Alba y La Seca de Alba al sureste, Valsemana al sur, Camposagrado y Benllera al suroeste, Olleros de Alba al oeste, y Los Barrios de Gordón al noroeste.
Perteneció al antiguo Concejo de Alba.

## Toponimia
Procede de la raíz latina sub ‘sobre’ y riuus ‘río/arroyo’ aunque también podría ser ripas ‘ribazo’. En documentos históricos se nombra también como Soripios, Sub Ribius, Suribius, Subripius y Subribios. 

## Historia
La primera referencia histórica al pueblo data de 1095, aunque se especula un posible castro prerromano en torno al conocido como Alto de San Roque dónde se encontraba la ermita homónima hoy en ruinas. Se supone que el pueblo moderno y su primera referencia surgió gracias al llamado Camino de La Montaña que pasaba por allí para evitar el terror sarraceno.
En torno al anteriormente mencionado Alto de San Roque se han encontrado artefactos que datan de la Edad Media.

## Patrimonio
- La Casona de Sorribos de Alba. Es una casa palaciega en corredor interior y portón en arco de medio punto con un escudo a cada lado.
- Laudas Sepulcrales de los Álvarez de Alba. Capilla de dicha familia donde encontramos un bonito retablo barroco con una talla de San Pedro del siglo XVI y las tumbas de los Álvarez de Alba, nobles de la comarca roblana.